# (303775) 2005 QU182
(303775) 2005 QU182 ist ein großes transneptunisches Objekt, das bahndynamisch als Scattered Disk Object (SDO) eingestuft wird. Aufgrund seiner Größe ist der Asteroid ein Zwergplanetenkandidat.

## Entdeckung
2005 QU182 wurde am 30. August 2005 von einem Astronomenteam, bestehend aus Mike Brown (CalTech), Chad Trujillo (Gemini-Observatorium) und Dave Rabinowitz (Yale-Universität), im Rahmen des Near-Earth-Asteroid-Tracking-Projekts (NEAT) am 1,2–m–Oschin-Schmidt-Teleskop des Palomar-Observatoriums (Kalifornien) entdeckt. Die Entdeckung wurde am 1. September 2007 zusammen mit 2004 PF115, 2004 PG115 und 2004 XA192 bekanntgegeben, der Planetoid erhielt später von der IAU die Kleinplaneten-Nummer 303775.
Nach seiner Entdeckung ließ sich 2005 QU182 auf Fotos bis zum 17. Juni 1974, die im Rahmen des Digitized-Sky-Survey-Programmes (DSS) am Siding-Spring-Observatorium gemacht wurden, zurückgehend identifizieren und so seinen Beobachtungszeitraum um 22 Jahre verlängern, um so seine Umlaufbahn genauer zu berechnen. Im April 2017 lagen insgesamt 158 Beobachtungen über einen Zeitraum von 41 Jahren vor. Die bisher letzte Beobachtung wurde im September 2017 am Pan-STARRS-Teleskop (PS1) durchgeführt. (Stand 7. März 2019)

## Eigenschaften

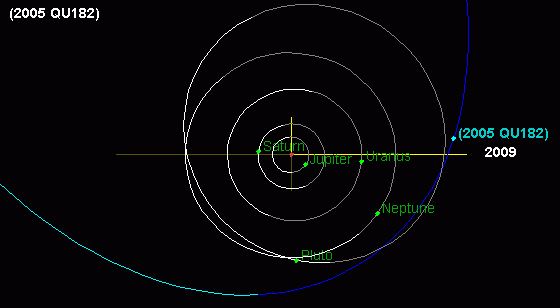
Die Bahn von 2005 QU_{182} (blau, hellblau) im Vergleich zu Pluto und den Riesenplaneten (weiß, grau).

### Umlaufbahn
2005 QU182 umkreist die Sonne in 1193,82 Jahren auf einer stark elliptischen Umlaufbahn zwischen 36,79 AE und 188,28 AE Abstand zu deren Zentrum. Die Bahnexzentrizität beträgt 0,673, die Bahn ist 14,05° gegenüber der Ekliptik geneigt. Derzeit ist der Planetoid 53,04 AE von der Sonne entfernt. Das Perihel durchlief er das letzte Mal 1971, der nächste Periheldurchlauf dürfte also im Jahre 3165 erfolgen.
Sowohl Marc Buie (DES) als auch das Minor Planet Center klassifizieren den Planetoiden als SDO; letzteres führt ihn auch allgemein als «Distant Object».

### Größe und Rotation
Derzeit wird von einem Durchmesser von 416 km ausgegangen, basierend auf einem Rückstrahlvermögen von 32,8 % und einer absoluten Helligkeit von 3,8 m. Ausgehend von einem Durchmesser von 416 km ergibt sich eine Gesamtoberfläche von etwa 544.000 km². Die scheinbare Helligkeit von 2005 QU182 beträgt 21,14 m.
Da anzunehmen ist, dass sich 2005 QU182 aufgrund seiner Größe im hydrostatischen Gleichgewicht befindet und somit weitgehend rund sein muss, sollte er die Kriterien für eine Einstufung als Zwergplanet erfüllen. Mike Brown geht davon aus, dass es sich bei 2005 QU182 möglicherweise um einen Zwergplaneten handelt. Gonzalo Tancredi gab 2010 noch keine Empfehlung ab, trotz einem von ihm damals berechneten Durchmesser von über 1000 km.
Anhand von Lichtkurvenbeobachtungen rotiert 2005 QU182 in 9 Stunden und 36,6 Minuten einmal um seine Achse. Daraus ergibt sich, dass er in einem 2005 QU182-Jahr 1.088.972,1 Eigendrehungen („Tage“) vollführt. Dies ist allerdings noch mit einigen Unsicherheiten behaftet, da die damalige Beobachtungszeit nicht ausreichte und die Fehlerquote bei ungefähr 30 % liegt.
| Jahr                                         | Abmessungen km | Quelle              |
| -------------------------------------------- | -------------- | ------------------- |
| 2010                                         | 1008,0         | Tancredi            |
| 2012                                         | 800,80         | LightCurve DataBase |
| 2012                                         | 416,0 ± 73,0   | Santos-Sanz u. a.   |
| 2018                                         | 415,0          | Brown               |
| Die präziseste Bestimmung ist fett markiert. |                |                     |